# هيئة الفروسية
هيئة الفروسية هي هيئة حكومية سعودية تأسست في العام 1995م، وكان اسمها الهيئة العليا لأندية الفروسية، ثم الهيئة العليا للفروسية. في أبريل 2020 صدر التنظيم الجديد للهيئة العليا للفروسية، الذي ينص على ارتباطها تنظيميا برئيس مجلس الوزراء، ولها مجلس إدارة يعين رئيسه بأمر ملكي. يرأس مجلس إدارتها الأمير بندر بن خالد الفيصل بمرسوم ملكي منذ 19 يوليو 2020.

## الأهداف والاختصاصات
تهدف الهيئة عموما إلى تطوير قطاع الفروسية في السعودية، وتتركز صلاحياتها في اقتراح السياسات العامة لذلك، ووضع مواصفات قياسية للمرافق، والتخطيط للبطولات الدولية المقامة في السعودية، ودعم الفرسان السعوديين ودعم إنتاج الخيل وتطوير الخدمات البيطرية المقدمة لها، كما يدخل ضمن صلاحياتها دراسة الصعوبات التي تواجه الجهات المعنية والعمل على حلها، وتوثيق وأرشفة وتبادل المعلومات الخاصة بفعاليات وبرامج ونشاطات الجهات المعنية.